# Liechtenstein nos Jogos Olímpicos de Inverno da Juventude de 2016
O Liechtenstein participará dos Jogos Olímpicos de Inverno da Juventude de 2016, a serem realizados em Lillehammer, na Noruega com dois atletas: um no bobsleigh e um no esqui alpino.

## Bobsleigh

### Masculino
Gabriel Ospelt

## Esqui Alpino

### Masculino
Silvan Marxer